# Alexander Werth
Alexander Werth (ur. 22 stycznia?/4 lutego 1901 w Petersburgu, zm. 5 marca 1969 w Paryżu) – urodzony w Rosji, naturalizowany brytyjski pisarz, dziennikarz i korespondent wojenny.

## Życiorys
Urodził się w Petersburgu. Uciekł wraz z ojcem i dziadkiem do Wielkiej Brytanii po rewolucji bolszewickiej. Uczęszczał na Uniwersytet w Glasgow od 1919 do 1922 roku, biorąc udział w zajęciach z języka angielskiego, francuskiego i rosyjskiego, historii, filozofii oraz literatury porównawczej. Otrzymał obywatelstwo brytyjskie 7 lipca 1930 roku.
Pisał o Francji w okresie międzywojennym, a także o Związku Radzieckim podczas II wojny światowej, zwłaszcza o bitwie stalingradzkiej i oblężeniu Leningradu. Był jednym z pierwszych cudzoziemców, którym pozwolono wjechać do Stalingradu po zakończonej bitwie. Mówił i pisał płynnie zarówno po rosyjsku, jak i po angielsku. Spędził większość wojny w ZSRR jako korespondent BBC, wyróżniając się nieporównywalnymi z jakimkolwiek innym dziennikarzem kompetencjami dzięki połączeniu swojego doświadczenia prasowego i zdolności do komunikowania się z miejscową ludnością jako rodzimy użytkownik języka rosyjskiego. W styczniu 1944 roku był częścią delegacji zachodnich korespondentów, którzy odwiedzili groby w lesie katyńskim na zaproszenie Sowietów. Uwierzył w sowiecką wersję, że sprawcami zbrodni katyńskiej byli Niemcy. Nie zgadzał się z rosyjską odpowiedzialnością za Katyń. Był w grupie dziennikarzy, którzy odwiedzili obóz zagłady na Majdanku po jego wyzwoleniu przez Armię Czerwoną. Złożył raport o popełnionych tam zbrodniach, ale BBC początkowo odmówiło jego emisji, uważając, że informacje są zbyt szokujące, aby mogły być prawdziwe i podejrzewając, że jest to sowiecka sztuczka propagandowa.
Po wojnie był moskiewskim korespondentem gazety „The Guardian” od 1946 do 1949 roku. Jego najbardziej znanym dziełem jest książka Russia at War 1941–1945 (Londyn 1964), unikalne w literaturze zachodniej bezpośrednie spojrzenie na życie w Związku Radzieckim podczas wojny. Inne jego znane prace to m.in.: The Destiny of France (1937), France and Munich (1939), Leningrad (1944), The De Gaulle Revolution (1960), The Khrushchev Phase (1961), De Gaulle (1965) czy Russia at Peace (1968).
Jego syn Nicolas Werth jest francuskim historykiem, specjalizującym się w historii Związku Radzieckiego.

## Prace
- The Diary of Tolstoy's Wife 1860-1891. (authorised translation) London: Victor Gollancz, 1928
- The Countess Tolstoy's Later Diary 1891-1897. (authorised translation) London: Victor Gollancz, 1929
- France in Ferment. London: Jerrolds, 1934.
- The Destiny of France. London: Hamish Hamilton, 1937. Published in US as Which Way France.
- France And Munich Before And After The Surrender. London: Hamish Hamilton, 1939.
- The Last Days of Paris: A Journalist's Diary. London: Hamish Hamilton, 1940.
- The Twilight of France, 1933-1940: A Journalist's Chronicle. London: Hamish Hamilton, 1942.  Abridged versions of The Destiny of France and of France and Munich, plus the epilogue of The Last Days of Paris. Edited, with an Introduction, by D.W. Brogan.
- Moscow '41. London: Hamish Hamilton, 1942. Published in US as Moscow War Diary.
- Leningrad. London: Hamish Hamilton, 1944.
- The Year of Stalingrad: An Historical Record and a Study of Russian Mentality, Methods and Policies. London: Hamish Hamilton, 1946.
- Musical Uproar in Moscow. London: Turnstile Press, 1949.
- France, 1940-1955. London: Robert Hale, 1956.
- The Strange History of Pierre Mendès France and the Great Conflict over French North Africa. London: Barrie Books, 1957. Published in US as Lost Statesman: The Strange Story of Pierre Mendes-France.
- America in Doubt. London: Robert Hale, 1959.
- The De Gaulle Revolution. London: Robert Hale, 1960.
- The Khrushchev Phase: The Soviet Union Enters the "Decisive" Sixties. London: Robert Hale, 1961. Published in US as Russia Under Khrushchev.
- Russia at War, 1941-1945. London: Barrie & Rockliff, 1964. (German edition: Russland im Krieg 1941-1945. München: Droemer Knaur 1965)
- De Gaulle: A Political Biography. London: Simon & Schuster, 1965. 2nd edition, with additional material: London: Penguin Books, 1967
- Russia: Hopes and Fears. London: Barrie & Rockliff, 1969.
- Russia: The Post-War Years. London: Robert Hale, 1971.